# یکه تپه تموزان
یکه تپه تموزان در شهرستان رزن، بخش قروه درجزین، روستای تموزان واقع شده و این اثر در تاریخ ۲۳ شهریور ۱۳۸۲ با شمارهٔ ثبت ۱۰۱۰۵ به‌عنوان یکی از آثار ملی ایران به ثبت رسیده است.